# Musée national de l'Assurance maladie
Le Musée national de l'Assurance maladie, inauguré en 1989, est aujourd'hui le lieu unique en France de conservation et de transmission de l'histoire de la protection sociale. Il propose un véritable voyage pédagogique au cœur de la Solidarité, de l'Antiquité jusqu'à notre système organisé actuel de Sécurité sociale.

## Localisation
Le musée est localisé au Château des Lauriers à Lormont dans le département de la Gironde.

## Missions

### Auprès des élèves et des étudiants (du collège à l'enseignement supérieur)
- La sensibilisation aux valeurs de solidarité et de citoyenneté à travers l'exemple de la sécurité sociale.
- la diffusion des connaissances sur l'histoire de la protection sociale (notamment de l'assurance maladie), son évolution et ses enjeux actuels.
- L'exercice des capacités d'observation permettant aux élèves d'établir le lien entre les collections présentées et les missions de l'institution.
- L'apport d'outils pédagogiques (visite commentée, questionnaire guide, expositions itinérants, documents audiovisuels, Cédérom...).

### Auprès du grand public
- La mise en perspective historique de la protection sociale et de la Sécurité Sociale.
- La transmission de ses valeurs.
- L'illustration des missions de l'Assurance Maladie.

### Auprès de l'Institution
- La participation à l'accueil des nouveaux embauchés.
- La transmission des valeurs institutionnelles.
- Le partage de l'histoire de l'institution.
- La mise à disposition d'une information documentaire et archivistique.
- La réception de réunions et de séminaires de formation.

## Historique du site
Le musée est situé dans le château des Lauriers, construit en 1860, bordé d'un parc aux arbres centenaires, au sommet de la colline de Lormont.
Ce château est érigé par la famille Gradis, armateurs d'origine portugaise, installés à Bordeaux depuis 1697.
En 1948, la Caisse primaire d'assurance maladie (C.P.A.M.) de la Gironde, fait l'acquisition du domaine, qu'elle aménage en maison de convalescence en 1951. Au fil des ans, celle-ci s'avère peu adaptée à la dispense des soins. De nouveaux locaux plus appropriés sont alors construits dans le parc pour les convalescents.
Le château des Lauriers trouve une nouvelle affectation et abrite désormais le Musée National de l'Assurance Maladie.

## Collections
Le site rassemble des objets que possédait la Caisse girondine et les dons reçus d'autres organismes, principalement de la branche maladie.
Les fonds d'archives est riche eu égard à l'histoire de la région d'Aquitaine. La région a attiré les voyageurs du monde entier et ses habitants vivaient du commerce qui encouragé les liens sociaux. Les religions chrétien et juive côtoyaient dans la tolérance et les élites excellaient dans le domaine de la surenchère sociale. En outre, Bordeaux fut le siège de la deuxième loge maçonnique française et une étape importante du Tour de France du compagnonnage, qui a joué un rôle précurseur dans la création et le développement des sociétés de secours mutuels et des syndicats.
Un don important de mobilier et de documentation inédits provient de la Chambre syndicale des Employés de commerce de Bordeaux, groupement mutualiste crée en 1869 qui a, entre autres, géré une Caisse des Assurances sociales de 1930 à 1945.
L'exposition permanente occupe neuf salles du musée :
- Salle 1 - Aux origines de la protection sociale.

Textes et lettres anciennes, ordonnances royales et lois républicaines témoignent des origines de la protection sociale et des premières manifestations de solidarité. Au XVIIe siècle : les mesures prises par Henri IV pour les mineurs de fonds ; Charles Colbert du Terron pour les marins de la marine royale. Au XVIIIe siècle et le XIXe siècle avec le compagnonnage et la philanthropie.
De ses prémices à l'apparition de la Mutualité avec les sociétés de secours mutuels.
- Salle 2 - Les premières législations (1883 à 1932).

Un sens relativement large est donné aux termes « Assurances sociales » puisque dans cette salle sont regroupés des documents relatifs à la législation sur les Accidents du travail (1898) ou ayant trait au régime des Assurances sociales allemandes initiées par Bismarck dès 1883 et appliqué en Alsace et Lorraine.
- Salle 3 - La vie quotidienne aux débuts de la Sécurité sociale.

La reconstitution dans les moindres détails d'une banque de caisse, des bureaux d'un chef de section et d'un liquidateur, transporte le visiteur dans un lieu à l'ambiance surannée.
- Salle 4 - Les débuts de la Sécurité sociale (1945 - 1967).

Une référence au Rapport Beveridge s'impose avant d'aborder le programme du Conseil national de la Résistance. Cette salle décline l'instauration de la Sécurité sociale par les ordonnances de 1945 ; un historique des fondateurs ; les premiers imprimés ; décomptes ; cartes d'immatriculation et la création des branches par la reforme Jeanneney de 1967.
- Salle 5 - L'évolution de la Sécurité sociale (1967 à nos jours).

Cette salle présente les évolutions les plus récentes de la sécurité sociale et plus particulièrement de l'Assurance maladie : « ordonnances Juppé de 1996 » ; création de la Couverture maladie universelle en 1999 ; la reforme de 2004 mettant en place le Parcours de soins coordonnés....
- Salle 6 - De la carte perforée à l'informatique.

De la machine à calculer de Brunsviga, utilisée en 1935 à l'informatique d'aujourd'hui, l'exposition des différents matériels utilisé au cours de l'histoire de la Sécurité sociale est un miroir de l'évolution technologique.
- Salle 7 - Exposition temporaire.
- Salle 8 - L'action sanitaire et sociale des organismes de Sécurité sociale.

Cette salle détaille les activités typiques d'une Caisse Primaire d'Assurance Maladie, et plus particulièrement son action sanitaire et sociale.
Un espace consacré à la prévention permet de présenter différentes campagnes menées par la Sécurité sociale depuis les années 1950.
- Salle 9 - Centre de documentation.

### Liens connexes
- Lormont
- Caisse primaire d'assurance maladie
- La Sociale (documentaire en partie tourné dans le musée)